# Amerikai babér
Az amerikai babér (Umbellularia californica) a babérfélék (Lauraceae) családjába tartozó fatermetű növényfaj. Nemzetségének egyetlen tagja.
Ellentétben a fűszerként is ismeretes babérrel, levelei megdörzsölve erős, csípős szagúak. Mérgező gőzei hányingert, fejfájást okozhatnak.

## Előfordulása
Az USA, Délnyugat-Oregon, Kalifornia völgyei, folyópartok örökzöld erdői és cserjései.

## Megjelenése
Terebélyes, 30 méter magasra is megnövő örökzöld fa. Nedves helyeken hatalmas fává fejlődik, de a száraz élőhelyeken csak kisebb bokorrá nő. Kérge sötétszürke, idővel szögletes lemezekre töredezik. Levelei keskenyek, elliptikusak, 10 centiméter hosszúak, 2,5 centiméter szélesek, ép szélűek, világos vagy sárgászöldek, bőrneműek, finoman kiemelkedő erezettel. Virágai aprók, szirom nélküliek, hat sárgászöld csészével. Tíztagú, levélhónalji csomókban tél végén, tavasz elején nyílnak. Termése kerek, tojásdad, 2,5 centiméteres zöld, éretten bíborvörös bogyó.

## Képek

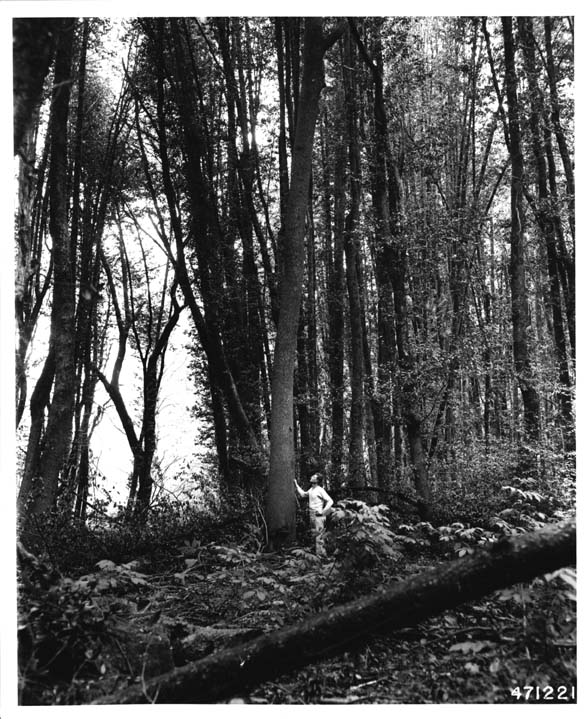
Amerikai babérerdő
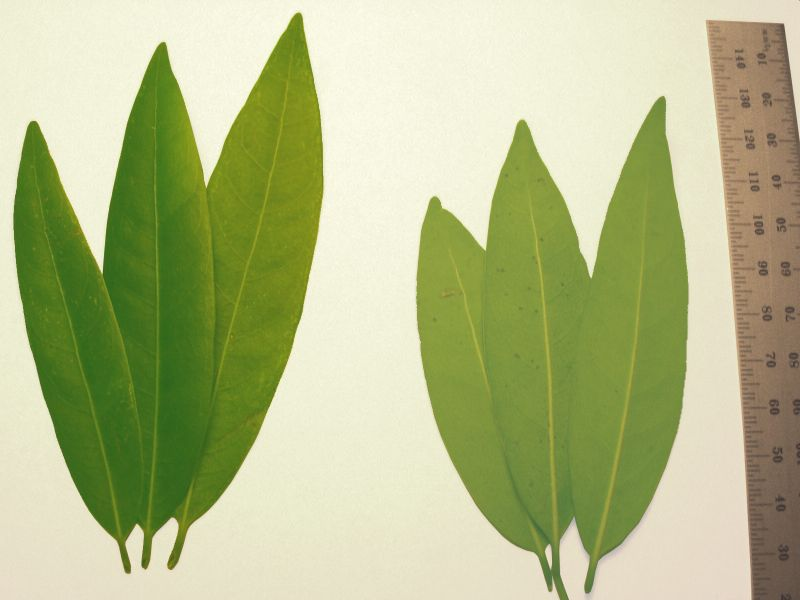
Levelei
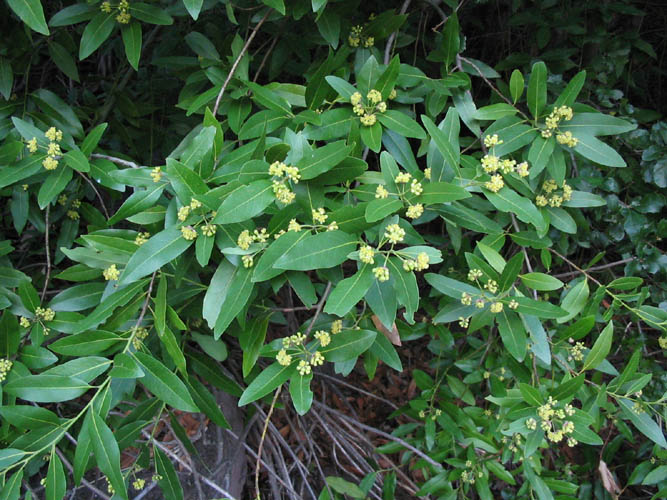
Virágai
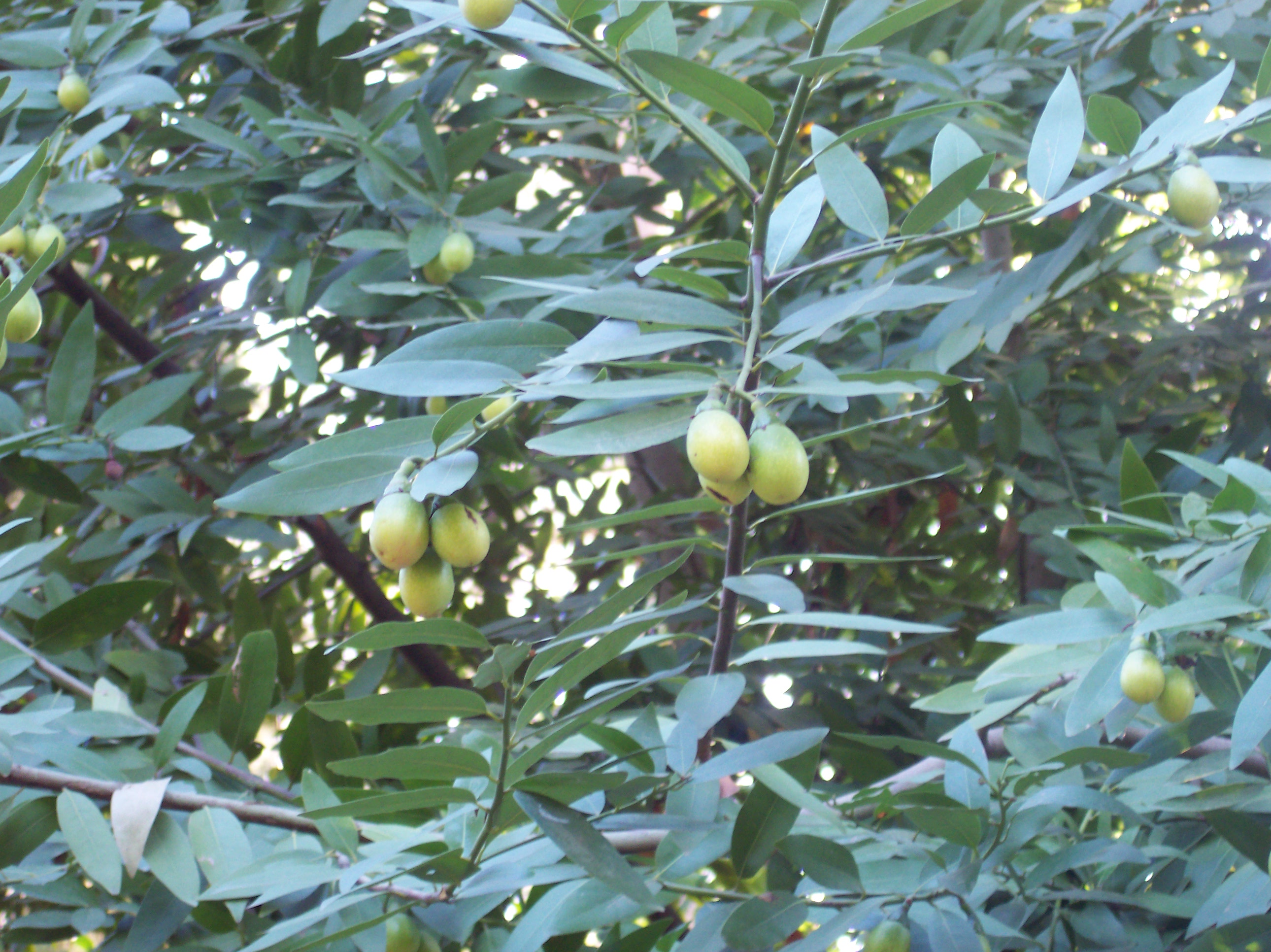
Termései